# 南薰镇
南薰乡，是中华人民共和国四川省资阳市安岳县下辖的一个乡镇级行政单位。

## 行政区划
南薰乡下辖以下地区：
鼎丰社区、凤城村、开福村、油湾村、染房村、大东村、报恩村、禾兴村、石坝子村、双盐村、太益村、玉河村、田寨村、鱼鳞村、方田村、红山村、田心村、文峰村和川主村。